# Chapelle Saint-Nicolas de Génissac
Pour les articles homonymes, voir Chapelle Saint-Nicolas.
La chapelle Saint-Nicolas est une chapelle catholique du XIIe siècle située sur la commune de Génissac, dans le département de la Gironde, en France.

## Localisation
Elle se trouve au Port de Génissac, sur la route départementale D 128.

## Historique
La chapelle romane de Saint Nicolas des Ardésinars est le dernier vestige d'un prieuré fondé vers le milieu du XIIe siècle par l’abbaye Saint-Martial de Limoges. 
Le prieuré était installé sur un terrain donné par le seigneur de Génissac pour célébrer son retour de croisade. Le port de Génissac portait à l'époque le nom de port d'Ardesma ou des Ardezinars. Le prieuré était entourée d'un cimetière attestée dès le XIIe siècle.
Quelques années après la fondation du prieuré, l'abbaye de La Sauve-Majeure témoigne son intérêt et le prieuré lui est cédé. Cet établissement, qui fonctionnait encore au XVIIIe siècle, est vendu à la Révolution comme bien national. La chapelle servait alors de chai et de grange jusque vers 1940. Elle a été restaurée et rendue au culte en 1947.

## Description
De petite taille (11 m x 5 m) et de plan rectangulaire, la chapelle est épaulée par des contreforts plats. L'entrée se fait à l'ouest par une porte en arc brisé. Le seul ornement de cette façade est une croix de pierre qui couronne le pignon.
Trois fenêtres romanes très étroites dont l'ouverture en arc brisé s'inscrit dans un arc en plein cintre plein cintre éclairent la chapelle.
|  |

La chapelle comporte un nef et un chœur à chevet plat, le tout couvert d'une voûte en berceau brisé. Les chapiteaux des colonnes recevant les arcs doubleaux sont décorés de tresses de fougères et les bases des mêmes colonnes ornées d'un boudin en saillie et pourvues de griffes aux angles. 
Le prieuré devait être accolé à cette chapelle. Les montants d'une cheminée englobés dans le mur sud, au niveau du premier étage, sont les seuls témoignages de la maison du prieur.
La chapelle a été inscrite au titre des monuments historiques par arrêté du 3 mai 2001.